# 要喝點茶嗎？
《來杯茶嗎?》（韓文：차 마실래?）是韓國女子音樂組合Hello Venus的第3張迷你專輯，於2013年5月2日發行，由Pledis Entertainment製作並由Loen Entertainment發行。

## 概要
- 《來杯茶嗎?》是Hello Venus的第3張迷你專輯，但若連同先前發行的數位專輯「像波浪一樣」，此專輯應是第4張迷你專輯。
- 與上一張迷你專輯《今天你在做什麼?》相距約5個月。
- 《來杯茶嗎?》為此專輯的主打曲目。

## 收錄內容

### CD
1. 來杯茶嗎?（차 마실래?）
4th迷你專輯「來杯茶嗎?」主打曲目
2. Kiss me
3. 等一下（잠깐만）
鄭糠雲、Nana（After School）口白
4. 總是（자꾸만）
Yooara主唱